# スコット郡 (インディアナ州)

インディアナ州内の位置

スコット郡（Scott County）は、アメリカ合衆国インディアナ州に位置する郡である。人口は24,971人（2025年推計）。郡庁所在地はスコッツバーグである。

## 歴史
スコット郡は1820年に設立された。この郡は1808年から1812年までケンタッキー州知事を務めた、チャールズ・スコット将軍の名を取って命名された。

## 地理
アメリカ合衆国統計局によると、この郡は総面積499 km2 (193 mi2) である。このうち493 km2 (190 mi2) が陸地で6 km2 (2 mi2) が水地域である。総面積の1.21%が水地域となっている。

### 隣接する郡
- ジェニングス郡  (北)
- ジェファーソン郡  (東)
- クラーク郡  (南)
- ワシントン郡 (西)
- ジャクソン郡 (北西)

## 人口動勢
2000年国勢調査で、この郡は人口22,960人、8,832世帯、及び6,491家族が暮らしている。人口密度は47/km2 (121/mi2) である。20/km2 (51/mi2) の平均的な密度に9,737軒の住居が建っている。この郡の人種的構成は白人98.64%、アフリカン・アメリカン0.05%、先住民0.16%、アジア0.18%、太平洋諸島系0.00%、その他の人種0.43%、及び混血0.54%である。ここの人口の0.97%がヒスパニックまたはラテン系である。
この郡内の住民は26.30%が18歳未満の未成年、18歳以上24歳以下が9.20%、25歳以上44歳以下が30.30%、45歳以上64歳以下が23.20%、及び65歳以上が11.10%にわたっている。中央値年齢は35歳である。女性100人ごとに対して男性は98.60人である。18歳以上の女性100人ごとに対して男性は95.60人である。
この郡の世帯ごとの平均的な収入は34,656米ドルであり、家族ごとの平均的な収入は39,475米ドルである。男性は30,954米ドルに対して女性は22,464米ドルの平均的な収入がある。この郡の一人当たりの収入 (per capita income) は16,065米ドルである。人口の13.10%及び家族の10.50%は貧困線以下である。全人口のうち18歳未満の17.70%及び65歳以上の9.70%は貧困線以下の生活を送っている。

## 都市及び町
- スコッツバーグ (Scottsburg)
- オースティン (Austin)